# 13270 Brittonbounds
13270 Brittonbounds eller 1998 QX35 är en asteroid i huvudbältet som upptäcktes den 17 augusti 1998 av LINEAR i Socorro County, New Mexico. Den är uppkallad efter Britton Bounds.
Asteroiden har en diameter på ungefär 5 kilometer och den tillhör asteroidgruppen Koronis.